# 萧县
萧县，是中华人民共和国安徽省宿州市下辖的一个县，位于安徽省东北部、苏鲁豫皖四省交界处，东接江苏徐州，西邻河南永城，南连安徽淮北，北靠山东菏泽。县政府所在地为龙城镇，因此萧县又称为龙城。区域总面积为1885.3平方公里。常住总人口約106万人，县人民政府駐鳳城街道復興路18號。

## 历史
萧县古稱扶陽，春秋時曾分封為蕭國。自秦始皇置三十六郡始，历代均属徐州，明代隶属南直隶徐州直隶州，清代隶属江蘇省徐州府。民国时期，隶属江苏省。1950年代由江苏省划归安徽省。

中華民國時期，蕭縣屬江蘇省管轄

自古为“兵家必争之地”，发生过如楚漢戰爭，淮海战役等战役。历史名人有徐樹錚，国民党上将王仲廉、方先觉，解放军上将王克等。
萧县字画盛行，素有“书画之乡”之称，有刘开渠（现为淮北市杜集区所辖）、李可染（现为徐州所辖）、萧龙士、朱德群等著名画家。萧县葡萄酒厂所产葡萄酒较有名，现已并入安徽古井集团。皇藏峪国家森林公园位于萧县东南20余公里的龙岗山中，为“汉高祖避难处”。

## 人口
根據第七次人口普查數據，截至2020年11月1日零時，蕭縣常住人口為1054597人。

## 行政区划
萧县下辖22个镇、1个乡，3个街道：
凤城街道、龙河街道、锦屏街道、龙城镇、黄口镇、杨楼镇、闫集镇、新庄镇、刘套镇、马井镇、大屯镇、赵庄镇、杜楼镇、丁里镇、王寨镇、祖楼镇、青龙集镇、张庄寨镇、永堌镇、白土镇、官桥镇、圣泉镇、庄里镇、酒店镇、孙圩子镇、石林乡和萧县经济开发区。

## 交通
- 陇海铁路：黄口站，萧县站，萧县北站
- 237国道、 311国道过境。

## 名优特产
全縣年种植小麦100万亩，总产值3.7 5亿公斤。玉米50万亩，总产值2亿公斤。棉花25万亩，总产值1750万公斤。无公害瓜菜30万亩，花生、大豆、芝麻、山芋等50万亩。
在水果方面，全县现有水果面积50万亩，其中梨20万亩、苹果10万亩、葡萄8万亩、桃7万亩、干杂果5万亩，其中结果面积34万亩，水果总产量达6亿公斤左右。
在畜牧方面，全县常年存栏牛17万头、生猪116万头、羊100万只、禽1500万只。在水产方面，全縣水面积11.5万亩，可养水面积3万亩，已养水面积2.4万亩，精养鱼塘5000亩，主要引进鲤、湘云鲫、彭泽鲫、团头鲂、美国叉尾等品种，年水产品产量达5000吨左右。
在农副产品方面，全縣有板材加工企业300多家，年产值近亿元。年产葡萄汁5000吨。棉花加工、面粉加工、饲料加工、奶制品加工已形成规模。
在林木方面，全县林木覆被率现为31.8%，林地面积89.4万亩，其中用材林面积36.2万亩，经济林面积35.2万亩，其它林种面积18万亩。全县林木总蓄积量230万立方米，活立木年生长量20万立方米，年可采伐量10万立方米，年产用材林枝丫量10万吨，经济林枝丫量15万吨。
蕭縣矿产资源丰富，水电供应充足。萧县为全国100个重点产煤县之一，已探明煤炭储量 7.5亿吨，现有17对矿井，年产能力120万吨；探明石油储量 7亿吨，煤层气储量1000亿立方米，石灰岩储量30亿吨；铁矿石、瓷石、高岭土等储量可观。萧县南北分属淮、黄河水系，地下水量为2.6亿立方米，水质优良，生产、生活用水充足。电力供应属华东电网，设施完善，境内有11万伏以上变电所2个，生产生活供电充足。

## 名胜古迹
- 萧县文庙
- 圣泉寺（萧县）
- 皇藏峪国家森林公园